# Stephan Becker (Psychoanalytiker)
Stephan Becker (* 26. Juni 1949 in Lindau; † 2. Juni 2019 in Hennef) war ein deutscher Psychoanalytiker und Autor.
Becker war der Sohn von Hellmut Becker und Antoinette Becker und wuchs als eines von sechs Geschwistern in Kressbronn am Bodensee auf; weitere Geschwister waren die Psychoanalytikerin Sophinette Becker, der Berliner Rechtsanwalt Nicolas Becker und der Sozialpsychologe David Becker und die Sexualwissenschaftlerin Sophinette Becker. Seine Frau war die Freinet-Pädagogin Ulrike Becker, die Schulleiterin der Refik-Veseli-Schule Berlin und außerplanmäßige Professorin an der Universität Potsdam.
Im Studium der Psychologie an der Universität Tübingen machte Becker Erfahrungen mit Bruno Bettelheim und Rudolf Ekstein, um Menschen, die sprachlos scheinen, ein Setting zu geben, in denen ihre „Symptome“ nicht pathologisch erklärt wurden, sondern ihrer Eigen-Art soviel Sinn zugesprochen wurde, dass wechselseitiges Sprechen möglich wurde. Dieser Ansatz einer psychoanalytischen Sozialarbeit, die nicht vom Heilen einer Krankheit, sondern von Hilfen in einer bio-psycho-sozialen Notlage ausgeht, war ein zentraler Aspekt seiner Arbeit zum Autismus mit Menschen, die wegen äußerst unsicherer psychischer Verfassung nur selbstbezüglich leben konnten. Neu war daran auch, dass er über die Ärzte hinaus das Pflegepersonal als Therapeuten einbezog.
Als diplomierter Psychologe arbeitete Becker seit 1975 in der Tübinger Kinder- und Jugendpsychiatrie. Er gründete den Verein für Psychoanalytische Sozialarbeit in Tübingen und eine therapeutische Einrichtung in Rottenburg am Neckar. Sie ähnelten Bettelheims Sonia Shankman Orthogenic School. Anregungen erhielt er ferner durch die Supervision in der Kinder- und Jugendpsychiatrie von Reinhart Lempp in Tübingen. Dabei traf er sich mit dem Emigranten Ernst Federn aus den USA in gemeinsamen Ideen. Die Dokumentation und Reflexion dieser Arbeit geschah seit 1987 in der Zeitschrift psychosozial. Im selben Verlag erschienen 14 Veröffentlichungen. 1990 folgte die Promotion in Tübingen.
Nach 1990 wechselte er nach Berlin, um sechs Semester als Gastprofessor am Institut für Rehabilitationspädagogik an der Humboldt-Universität zu Berlin zu lehren. Gleichzeitig entstand auch dort ein Verein für Psychoanalytische Sozialarbeit, der sich zeitweise auch um Kinder und Jugendliche, die von seelischer Behinderung bedroht waren und Straßenkinder kümmerte. Auch gründete er ein Institut für Psychoanalytische Sozialarbeit und Pädagogik in Rybojady (Gmina Trzciel in Polen). Nach einem weiteren Umzug 2013 nach Hennef (Sieg) beendete Becker seine institutionellen Aktivitäten, war aber bis eine Woche vor seinem Tod trotz schwerer Krankheit weiterhin beraterisch und therapeutisch tätig.

## Schriften (Auswahl)
- Objektbeziehungspsychologie und katastrophische Veränderung : zur psychoanalytischen Behandlung psychotischer Patienten, Tübingen 1990 [= Dissertation] ISBN 3-89295-544-1
- mit Reinhart Lempp (Hrsg.): Adoleszenz : biologische, sozialpädagogische und jugendpsychiatrische Aspekte, Huber 1981, ISBN 978-3-456-81052-2

## Einzelbelege
1. ↑  Traueranzeige
2. ↑  Vgl. Ulrich Raulff: Kreis ohne Meister. 2009, S. 474.
3. ↑  Michael Maas: Der Prophet im eigenen Lande. In: psychosozial. 2014, abgerufen am 5. Oktober 2019.

| Personendaten    | Personendaten                       |
| ---------------- | ----------------------------------- |
| NAME             | Becker, Stephan                     |
| KURZBESCHREIBUNG | deutscher Psychotherapeut und Autor |
| GEBURTSDATUM     | 26. Juni 1949                       |
| GEBURTSORT       | Lindau im Bodensee                  |
| STERBEDATUM      | 2. Juni 2019                        |
| STERBEORT        | Hennef                              |